# Émile Degelin
Émile Degelin, né le 16 juillet 1926 à Diest et mort le 20 mai 2017 à Louvain,  est un scénariste, monteur et réalisateur belge.

## Biographie
On lui doit environ cinquante courts métrages et sept longs métrages.
Pendant trente ans, de 1962 à 1992, Émile Degelin enseigne la mise en scène à l’école néerlandophone de cinéma de Bruxelles (RITS).
Il a été marié avec la romancière Jacqueline Harpman de 1953 à 1962.

## Filmographie
- 1954 : Bruges, coréalisateur avec Gérard De Boe, sans dialogues, 15 minutes[2]
- 1955 : Faits divers ; 11 minutes ; tourné dans l'hyper-centre bruxellois, cet étrange récit se révèle finalement être un film de propagande destiné à promouvoir le don de sang à la Croix-Rouge.
- 1955 : Sonate à Bruxelles, sans dialogues, 16 minutes[1]
- 1959 : Préhistoire du cinéma
- 1960 : Si le vent te fait peur
- 1961 : Sirènes
- 1963 : La Mort du paysan
- 1967 : ¿Y mañana?
- 1969 : Palaver
- 1976 : Karel Jonckheere, documentaire biographique de 48 minutes
- 1978 : Exit 7